# Penapetada
Penapetada (llamada oficialmente Santo Estevo de Pena Petada) es una parroquia y un lugar del municipio español de Puebla de Trives, en la provincia de Orense, Galicia.

## Toponimia
La parroquia también es conocida por los nombres de San Esteban de Penapetada y San Estevo de Penapetada.

## Organización territorial
La parroquia está formada por una entidad de población:
- Penapetada (Pena Petada)

## Demografía
Gráfica demográfica del lugar y parroquia de Penapetada según el INE español:
| Gráfica de evolución demográfica de Penapetada entre 2000 y 2023 |
|                                                                  |
| Datos según el nomenclátor publicado por el INE.                 |